# Tragulus javanicus
Espèce
Statut de conservation UICN

 DD  : Données insuffisantes
Tragulus javanicus ou Petit kanchil de Java aussi appelé Kantjil, Chevrotain malais, Cerf souris ou Mesclum, est une espèce de mammifères herbivores de la famille des Tragulidae, présente uniquement sur l'île de Java en Indonésie.

## Taxonomie
Dans la revue Sciences et voyages d'octobre 1933 (https://gallica.bnf.fr/ark:/12148/bd6t52187608c/f18.item.r=tragule#), on peut lire : 
"Le singulier animal dont nous donnons la photographie est un de ces déclassés à la recherche d’une situation stable. Naguère encore,  on  le réunissait aux porte-musc ; puis on s’est aperçu tout  à coup qu’il n’avait pas de glandes à musc et  on  l’a expulsé du groupe.  On  a alors essayé de le loger chez les cerfs, dont il a les dents, mais les cerfs n’ont pas voulu de ce parent sans cornes :  de là,  on  l’a brusquement renvoyé chez les rongeurs, sous le prétexte qu’il a un peu l’aspect et un peu les mœurs des agoutis. Mais une vague analogie extérieure n’est pas une pièce d’identité suffisante  et  l’on l’a de nouveau adressé ailleurs, jusque chez les porcins et jusque chez les girafes ! Finalement pour voir ce qu’il avait dans le ventre, on lui  a  ouvert l’estomac, auquel on a trouvé trois poches. Ce n’est pas assez pour être un vrai ruminant. Mais ce fut un prétexte pour le rapprocher doucement des chameaux, qui sont  à peu près dans le même cas, avec leur feuillet atrophié. En outre, on a découvert un ancêtre d’Amérique,  un  certain leptomeryx du début de l’époque tertiaire, qui a bien voulu servir d'intermédiaire entre les deux groupes pour renforcer les relations de famille. Elles ne sont pas bien solides encore, mais c’est ce qu’on a trouvé de mieux jusqu’à présent."

## Répartition et habitat
Le petit kanchil de Java n'est présent que sur l'île de Java.

## Description
Cet animal est l'un des plus petits ongulés pesant environ 2 kg pour 45 cm de longueur et une taille au garrot de 20 à 25 cm.

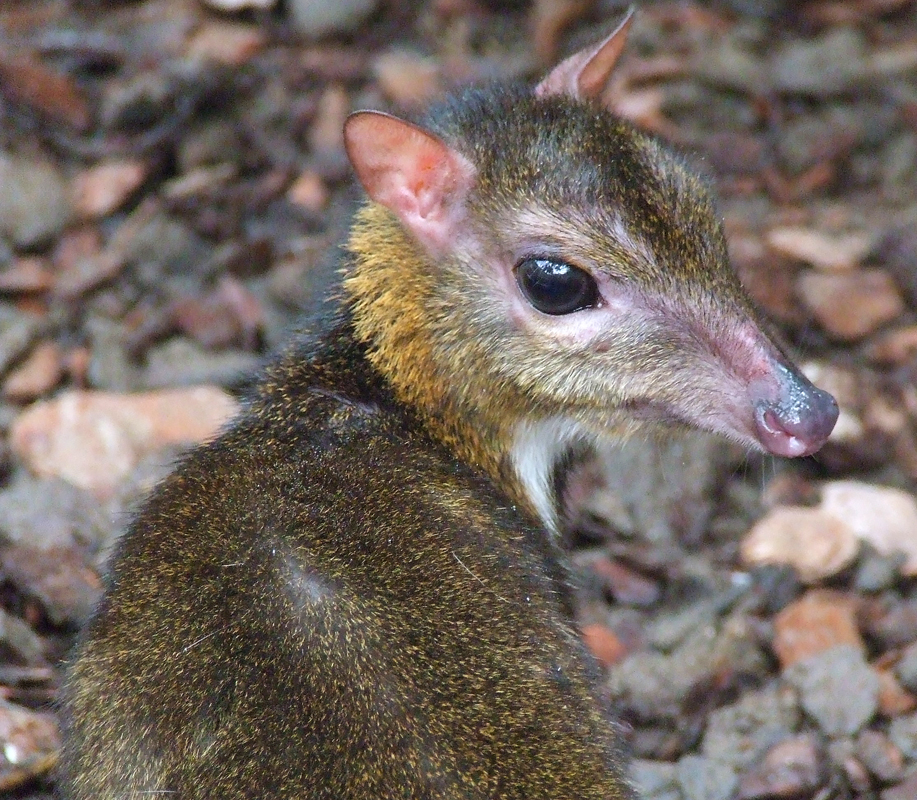
Cerf souris de Java, Bioparc Fuengirola, Andalousie, Espagne

Le cerf souris, à la différences de cervidés, n'a jamais de bois.

## Comportement
C'est un animal qui vit en couple ou en famille, mais en vieillissant il devient solitaire. C'est un animal nocturne, c'est-à-dire qu'il est actifs nuit.

### Alimentation
Le chevrotain malais est principalement herbivore.
Il se nourrit dans les fourrés d'herbes, de fruits, de jeunes pousses et de tiges, de feuilles, de fruits tombés au sol et de graines. Il mange aussi à l'occasion des insectes et, rarement, des rongeurs.

### Reproduction
La femelle, après une gestation de 150 à 155 jours, donne naissance à 1 ou, plus rarement, 2 petits.

## Écologie et préservation
Quand il est menacé par un fauve ou un gros serpent, il n'hésite pas à se jeter dans l'eau car c'est un excellent nageur.

## Représentations artistiques
Le Chevrotain malais est le héros d'une série de fables folkloriques du monde malais : le cycle de Sang Kancil. Ces fables racontent les aventures de Sang Kancil, un chevrotain malicieux et rusé, qui berne de nombreux animaux plus puissants. Il est comparé par Romain Bertrand et Georges Voisset au Roman de Renart ou aux Fables de La Fontaine,.